# Prosoplus marmoreus
Prosoplus marmoreus là một loài bọ cánh cứng trong họ Cerambycidae.